# Ivan Sztojanov
Ivan Georgijev Sztojanov (bolgár cirill betűkkel: Ивaн Гeopгйeв Cтoянoв; Szófia, 1949. január 20. – 2017. december 10.) bolgár válogatott labdarúgó. 

## Pályafutása

### Klubcsapatban
Pályafutását a  Szpartak Szofija csapatában kezdte 1967-ben. Egy szezon után a Levszki Szofijaba igazolt, ahol kilenc szezonon keresztül szerepelt. Háromszoros bolgár bajnok és ötszörös bolgár kupagyőztes.

### A válogatottban
1972–1979 között 19 alkalommal szerepelt a bolgár válogatottban. Részt vett az 1974-es világbajnokságon.

## Sikerei, díjai
Szpartak Szofija
- Bolgár kupa (1): 1967–68

Levszki Szofija
- Bolgár bajnok (3): 1969–70, 1973–74, 1976–77
- Bolgár kupa (4): 1969–70, 1970–71, 1975–76, 1976–77